# Membracis serratipes
Membracis serratipes är en insektsart som beskrevs av Goding. Membracis serratipes ingår i släktet Membracis och familjen hornstritar. Inga underarter finns listade i Catalogue of Life.